# Račica, Šmartno pri Litiji
Račica este o localitate din comuna Šmartno pri Litiji, Slovenia, cu o populație de 52 de locuitori.